# Urera baccifera
Urera baccifera là loài thực vật có hoa trong họ Tầm ma. Loài này được (L.) Gaudich. miêu tả khoa học đầu tiên năm 1830.